# Lilbouré (Yako)
Pour les articles homonymes, voir Lilbouré.
Lilbouré est une commune rurale située dans le département de Yako de la province du Passoré dans la région Nord au Burkina Faso.

## Santé et éducation
Le centre de soins le plus proche de Lilbouré est le centre médical avec antenne chirurgicale (CMA) de la province à Yako.